# Česlovas Mulma
Česlovas Mulma (* 5. August 1968 in Rajongemeinde Šalčininkai) ist ein litauischer Jurist und  Politiker, seit 2017 Vizeminister des Innens.

## Leben
Nach dem Abitur an der Mittelschule absolvierte Česlovas Mulma 1994 das Bachelorstudium des Polizei-Studiums an der Lietuvos policijos akademija in der litauischen Hauptstadt Vilnius. 1989–1992 arbeitete er in der Kriminalpolizei Litauens  und von 1992 bis 2008 in Alytus. Er wurde Polizeikommissar und dann Polizeihauptkommissar.
2008–2016 leitete er das	Oberste Polizeikommissariat von Bezirk Alytus.
Von 2017 bis 2019 war er Vizeminister und Stellvertreter des Innenministers Eimutis Misiūnas und seit August 2019 ist er Vizeminister und Stellvertreter der Innenministerin Rita Tamašunienė im Kabinett Skvernelis.
Mulma spricht deutsch, russisch und polnisch.

## Familie
Česlovas Mulma ist verheiratet und hat einen Sohn.